# 阿姆巴德
阿姆巴德（Ambad），是印度马哈拉施特拉邦Jalna县的一个城镇。总人口26096（2001年）。

## 人口
该地2001年总人口26096人，其中男性13726人，女性12370人；0—6岁人口4017人，其中男2087人，女1930人；识字率65.02%，其中男性为72.92%，女性为56.26%。